# Thurning (Norfolk)
Pour les articles homonymes, voir Thurning.
Thurning est un village et une paroisse civile du Norfolk, en Angleterre.